# Bibi Lindström
Birgit Lindström, känd som Bibi Lindström, en tid gift Göransson, född 30 juni 1904 i Arbrå, Gävleborgs län, död 4 november 1984 i Kungsholm, Stockholm, var en svensk dekorationsmålare, filmarkitekt, målare, grafiker och regissör.
Hon var dotter till kamreren Arthur Lindström och Sigrid Östlin och 1929–1953 gift med länsarkitekten Viking Göransson (1900–1985). Lindström studerade vid München Lehrwerkstätten 1922–1923 och vid Tekniska skolan i Stockholm 1923–1926 samt vid avdelningen för dekorativ konst på Konsthögskolan 1926–1932 där hon tilldelades en stipendieresa till Tyskland, Italien och Frankrike. Därefter var hon dekorationselev vid Gösta Ekman-teatern 1931–1932.
Förutom teater och film arbetade hon med dekorativa uppgifter inför Stockholmsutställningen 1930 och hon tilldelades första pris i en tävlan om dekoreringen av svenska paviljongen vid världsutställningen i New York 1939 som ledde till att hon var sysselsatt i New York med det arbetet 1938–1939. Genom hennes och kollegan Anders Beckmans förslag att ställa en mycket stor dalahäst vid paviljongens entré blev dalahästen en ny internationellt känd svensk symbol.
Lindström var anställd vid Europafilm 1933–1937 och för Sandrew-ateljén och Europafilm 1940–1952 där hon medverkade som filmarkitekt i drygt 150 filmer. Hon utförde även dekorer till olika privatteatrar bland annat utförde hon dekorationen till Nymånen som visades på Intima teatern 1952. Som stafflikonstnär medverkade hon med oljemålningar vid en utställning på PUB under 1930-talet men hon övergick senare till grafik och medverkade med etsningar i flera utställningar arrangerade av Sveriges allmänna konstförening. Hon har även formgivit möbeltyger och mönster för andra textilier. Som filmarkitekt och scenograf arbetade hon bland annat med (Den vita stenen, 1973) och som regissör (En Stockholmssilhuett, 1943) och hennes medverkan i svensk film kom att överstiga 150 filmer. Bibi Lindström är begravd på Arbrå kyrkogård.

## Teater

### Scenografi
| År   | Produktion                                            | Upphovsmän    | Regi         | Teater      |
| ---- | ----------------------------------------------------- | ------------- | ------------ | ----------- |
| 1932 | Frihetsligan Musse ou l’école de l’hypocrisie         | Jules Romains | Per Lindberg | Vasateatern |
| 1954 | Thehuset Augustimånen The Teahouse of the August Moon | John Patrick  | Stig Olin    | Intiman     |
| 1963 | Mary Mary                                             | Jean Kerr     | Per Gerhard  | Vasateatern |
| 1965 | Barfota i parken Barefoot in the Park                 | Neil Simon    | Per Gerhard  | Vasateatern |

### Fotnoter
1. ↑  Sachs, Josef (1949). Mitt livs saldo, del 2: Resenär och organisatör. Kungl boktryckeriet, Stockholm: P A Norstedt & Söners Förlag. sid. 158–173. ISBN 99-0862775-9
2. ↑  ”Birgit Bibi Lindström”. Gravar.se. https://gravar.se/forsamling/bollnas-pastorat/arbra-kyrkogard/02/birgit-bibi-lindstrom-cdab8. Läst 12 oktober 2023.
3. ↑  Bo Bergman (15 april 1932). ”Frihetsligan”. Dagens Nyheter:  s. 14. http://arkivet.dn.se/arkivet/tidning/1932-04-15/101/14. Läst 27 augusti 2015.
4. ↑  ”Thehuset Augustimånen”. Dagens Nyheter:  s. 14. 15 september 1954. http://arkivet.dn.se/arkivet/tidning/1954-09-15/250/14. Läst 22 augusti 2015.